# شتيفان ليل
شتيفان ليل (بالألمانية: Stephan Lill)‏ هو عازف قيثارة ألماني، ولد في 30 نوفمبر 1968.

## وصلات خارجية
- شتيفان ليل على موقع ميوزك برينز (الإنجليزية)
- شتيفان ليل على موقع ديسكوغز (الإنجليزية)

- الموقع الرسمي